# Limacus flavus
Limace des caves
Espèce
Synonymes
- Limacus breckworthianus Lehmann, 1864
- Limax (Limacus) flavus Linnaeus, 1758 (superseded combination)
- Limax flavus Linnaeus, 1758 (original combination)

Limacus flavus, communément appelée Limace des caves, est une espèce de limaces, un mollusque gastéropode pulmoné terrestre de la famille des limacidés. En anglais, l'espèce est appelée yellow slug (« limace jaune »).

## Dénominations
- Nom scientifique valide : Limacus flavus (Linnaeus, 1758)[2],
- Nom normalisé : Limace des caves, depuis 2010[3],
- Autres noms vulgaires (vulgarisation scientifique) : Grande limace jaune[4], Limace blonde[5], Limace tachetée[6].

## Description
Cette limace a un corps jaune avec des marbrures grises et des tentacules bleu pâle. Lorsqu'il est étendu, la longueur du corps peut être de 7,5 à 10 cm. 

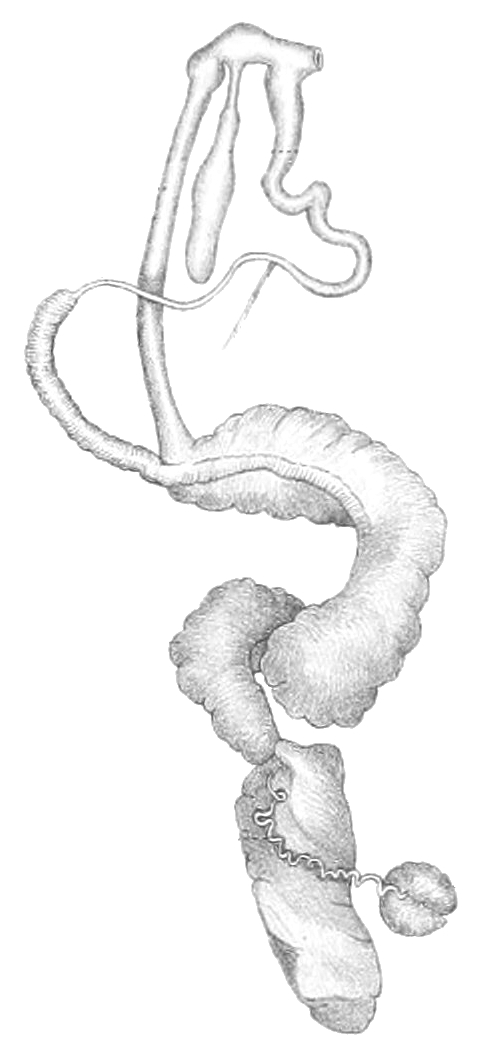
Dessin du système reproducteur de Limacus flavus.

## Distribution
La limace des caves est commune en Écosse, en Angleterre, au Pays de Galles et en Irlande, ainsi que dans la plupart des pays du sud et de l'ouest de l'Europe. Elle a été accidentellement introduite dans de nombreuses autres parties du monde. 
- Grande-Bretagne[8]
- Irlande
- Ukraine[9]
- Chine[10]
- France
- et autres zones

## Comportement
La limace des caves, comme la majorité des autres limaces terrestres, utilise deux paires de tentacules sur la tête pour détecter son environnement. La paire supérieure, les tentacules optiques, est utilisée pour détecter la lumière. La paire inférieure, les tentacules oraux, permet l'odorat de la limace. Les deux paires peuvent se rétracter et s'étendre pour éviter les dangers. Elles peuvent repousser si elles sont perdues à cause d'un accident ou d'une prédation. 
Comme toutes les limaces, la limace des caves se déplace relativement lentement, glissant grâce à une série de contractions musculaires sur le dessous de son pied, qui est lubrifié avec du mucus, de sorte qu'il laisse une traînée gluante derrière elle. 

## Écologie
Cette espèce se nourrit principalement de champignons, de matières en décomposition et de légumes. 

### Habitat
Cette espèce est fortement associée à l'habitat humain, et se trouve généralement dans des zones humides telles que les caves, les cuisines et les jardins ou sous des pierres. En général, elle n'est visible que la nuit, car elle est nocturne. Ainsi, elle passe souvent inaperçue, et les gens ignorent à quel point l'espèce est (relativement) commune. 
Limacus flavus n'est pas comestible pour l'homme[réf. nécessaire]. 

### Parasites
Les parasites de Limacus flavus incluent le nématode Angiostoma spiridonovi. 